# Ernest Roche
Ernest Jean Roche, dit Ernest Roche, né le 29 octobre 1850 à Bordeaux (Gironde) et mort le 27 décembre 1917 à Paris, est un ouvrier graveur et homme politique français, socialiste blanquiste, boulangiste puis nationaliste antidreyfusard. 

## Biographie
Ernest Roche naît à Bordeaux le 29 octobre 1850 de Jean Roche et Suzanne Desanges. 
Il est membre du comité blanquiste de Bordeaux, secrétaire de la Chambre syndicale des mécaniciens, délégué des associations syndicales ouvrières au Congrès socialiste de Marseille et député de la Seine (1889–1906) et (1910–1914).  Il participe à l'organisation des grandes grèves des mineurs d'Anzin et de Decazeville ; à  la suite desquelles  il est condamné à quinze mois de prison.
Il est élu député de la Seine en 1889 à Paris 17e (2ème circonscription des Batignolles-Epinettes). Il est, avec Ernest Granger, à l'origine de la création du CCSR (Comité central socialiste révolutionnaire), fondé par les blanquistes en désaccord avec l'orientation prise par le CRC (Comité révolutionnaire central) de Edouard Vaillant, et qui se rallièrent au programme du général Boulanger. En 1893, il est réélu au premier tour, puis à nouveau réélu en 1898, en 1902 (dans la nouvelle 3ème circonscription des Epinettes), battu en 1906 par Paul Brousse, et enfin réélu une dernière fois de 1910 à 1914. 

Le 11 juin 1898, à l'occasion de la création par Alfred Gabriel et Henri Rochefort du "Parti Républicain Socialiste Français", il y adhère et en devient rapidement une figure centrale. Au cours de réunions, il y fustige le socialisme internationaliste, les juifs, le parlementarisme, les Allemands et Dreyfus:
"C'est là le secret de l'ardente campagne qu'il (Rochefort) a entrepris contre les dreyfusards. Ces misérables nous ont donnés une république calquée sur une monarchie quelconque, ayant sa royauté, sa féodalité, ses serfs et ses esclaves. Ce sont les juifs, les financiers, les Allemands qui ont réussi à dominer chez nous, à connaître nos secrets d'Etat et à exercer le droit de vie et de mort sur les travailleurs français. (...) Comme socialistes, nous estimons que la France, qui a fait la grande Révolution, qui a décrété les Droits de l'Homme et jeté en défi une tête de roi à la face de l'Europe coalisée, n'a rien à apprendre du socialisme Allemand."
Il écrit sur les questions sociales dans L'Intransigeant d'Henri Rochefort et est l’un des fondateurs des soupes populaires.
Veuf de Marie Borde et domicilié à Chaville, il meurt le 27 décembre 1917 au 200 faubourg Saint Denis à Paris 10e.
Il est inhumé au cimetière du Père-Lachaise (85e division).

## Source
« Ernest Roche », dans le Dictionnaire des parlementaires français (1889-1940), sous la direction de Jean Jolly, PUF, 1960 